# Legitimidade ad causam
Em direito, legitimidade ad causam é o atributo jurídico conferido a alguém para atuar em uma causa judicial específica.  É um dos requisitos para propositura de ação judicial, sem o qual o processo pode ser extinto sem resolução do mérito. 

## Classificação
A doutrina estabelece os seguintes tipos de legitimidade:
- Legitimidade exclusiva: um único sujeito é legítimo, em geral o próprio titular do direito.
- Legitimidade concorrente: mais de um sujeito é legítimo para propor ação judicial.
- Legitimidade ordinária: quando a própria parte discutirá seu direito, ou seja, a parte é o sujeito legitimado.]
- Legitimidade extraordinária: quando a parte não coincide com o sujeito legitimado, ou seja, irá pleitear direito em nome de outrem.[1]